# Dealu Perjului
Dealu Perjului – wieś w Rumunii, w okręgu Bacău, w gminie Oncești. W 2011 roku liczyła 247 mieszkańców.